# Reinaldo Azambuja
Reinaldo Azambuja (Campo Grande, 1963. május 13. —) brazil birtokos és politikus, a Brazil Szociáldemokrata Párthoz (PSDB) kötődik, 2015 óta Mato Grosso do Sul állam kormányzója, és 2023. január 1-ig van hivatalban.
Campo Grandében született Zulmira Azambuja Silva és Roberto de Oliveira Silva fiaként. Egyetemen tanult, de apja halála miatt megszakította tanulmányait, hogy átvegye a családi mezőgazdasági vállalkozás irányítását. 18. életévét betöltve Maracajuba költözött, az állam belsejében, és egy évvel apja halála után feleségül vette Fátima Silvát. Három gyermekük született: Thiago, Rafael és Rodrigo.
Azambuja a 2014-es Mato Grosso do Sul-i kormányzóválasztáson Campo Grande tanácsosával, Rose Modestoval (PSDB) indult a kormányzói posztért. Campo Grande egykori polgármesterével, Nelson Trad Filhóval (PMDB) és a PT akkori szenátorával, Delcídio Amarallal együtt futott. Azambuja az első fordulót a második helyen zárta, majd a második fordulóban kormányzóvá választották a szavazatok 55,34%-ával Delcídio Amarallal szemben.
A 2018-as választásokon Azambuja újra indult az állam kormányzói tisztségéért. Helyettesnek Dourados korábbi polgármesterét és Murilo Zauith volt alelnököt (DEM) nevezték ki. A jelöltek között volt Mundo Novo korábbi polgármestere, Humberto Amaducci (PT), Mato Grosso do Sul törvényhozó gyűlésének volt elnöke, Junior Mochi és Odilon de Oliveira szövetségi bíró (PDT). Utóbbival Azambuja bejutott a második fordulóba, a szavazatok 52,35%-ával nyert.